# 3次元顔認識
3次元顔認識（英語: Three-dimensional face recognition）とは、人間の顔を3次元で認識する顔認識システムである。2次元の場合よりも劇的に正確さが向上し、指紋認証に匹敵するレベルになるとされている。

## 概要
3次元顔認識は、2次元の顔認識に比較して顔の特徴を正確に捉えることができ、精度が向上する可能性を持つ。2次元の顔認識アルゴリズムで問題となる照明の違い、表情の違い、化粧の有無、頭の向きの違いなどにも対応可能である。3次元モデルを使った別の手法として、頭の向きを既知の画像に合わせて変形させることで、従来の2次元のデータベースとの照合の精度を向上させる。さらに、多くのレンジスキャナは3次元メッシュとテクスチャの両方を取得する。これにより、既存の2次元顔認識アルゴリズムとも組み合わせやすくなり、同時に性能が向上する。（FRVT 2006参照）。
3次元顔認識の技術的問題点は、3次元画像の取得方法であり、レンジスキャナと呼ばれる機器を必要とする。そのため、3次元顔認識の実現（1980年代末）が2次元（1960年代）に比べてかなり遅れた。最近では商用のレンジスキャナが実用化されており、顔の画像と3次元グリッドを取得して3次元モデル化することができる。これにより、高精度で低価格の商用オフザシェルフ機器が登場した。
3次元顔認識は今も研究が続いているが、製品化している企業もある。世界初の3次元顔処理に特化した国際ワークショップ CVPR 2008 が開催予定となっている（外部リンク参照）。